# Techno! The New Dance Sound of Detroit
Techno! The New Dance Sound of Detroit — первая в мире компиляция, содержавшая треки в стиле детройт-техно и давшая имя новому музыкальному жанру — техно-музыке.

## История
Сборник Techno! The New Dance Sound of Detroit вышел в свет на английском лейбле Ten Records в 1988 году благодаря стараниям Нила Раштона (англ. Nil Rushton), весьма известного диск-жокея времён популярности «северного соула», а также владельца лейблов Network Records и Kool Kat Music (получивший своё название по названию пластинки детройтского соул музыканта Джо Мэттью).
Раштону приходило достаточно много музыки из Чикаго и одному из первых начали приходить пластинки из Детройта. «Когда начал поступать импорт с лейблов KMS, Transmat и Metroplex, они заинтересовали меня тогда сильнее, чем среднестатистического слушателя. На одном из релизов Transmat, по-моему, это был „Nude Photo“, ещё до выхода „Strings Of Life“, был телефонный номер, и я позвонил Дэррику Мэю (англ. Derrick May) и спросил его насчёт лицензирования его треков», — вспоминал позднее Раштон.
Начав лицензировать треки для издания их на территории Великобритании, Нил быстро понял что интересного материала набирается предостаточно, и уговорил подразделение лейбла Virgin — Ten Records выпустить компиляцию совместными усилиями. Треки от Хуана Аткинса (англ. Juan Atkins), Дэррика Мэя, Кевина Сондерсона (англ. Kevin Saunderson), плюс несколько треков от Блэйка Бакстера (англ. Blake Baxter), которого настойчиво рекомендовал Мэй.
Рабочее название компиляции было «The House Sound Of Detroit», но практически перед самым релизом лейбл Virgin решил изменить название.
В рамках рекламы предстоящего релиза Раштон вывез нескольких английских журналистов — Стюарта Косгрова (англ. Stuart Cosgrove) и Джона Маккриди (англ. John McCready) в Детройт, чтобы те в свою очередь написали статьи в журналы The Face и NME. На встрече журналисты попросили Аткинса и Мэя дать имя их музыке. Аткинс сказал: «Мы называем её техно», — на что Мэй ответил, что предпочитает называть эту музыку «hi-tech soul», и попросил Аткинса подумать над этим термином. «Для меня техно — это музыка с Ямайки, какое-то отвратительное дерьмо из гетто», — сказал Мэй. Но Аткинс проявил упорство настаивая именно на слове «техно», которое точнее всего описывает их музыку. Так компиляция обзавелась новым названием «Techno! The New Sound Of Detroit», а новый музыкальный жанр получил имя.
Techno! The New Sound of Detroit включает в себя несколько классических работ, выполненных в стиле детройт-техно: Rhythm Is Rhythm «It Is What It Is» и Inner City «Big Fun».
Через два года, в 1990 году, вышло продолжение сборника Techno 2: The Next Generation, на котором, помимо Хуана Аткинса и Кевина Сондерсона, свои ранние треки представили Карл Крэйг (англ. Carl Craig) (под псевдонимом Psyche) и Энтони Шакир (англ. Anthony "Shake" Shakir) (под псевдонимом Vice).

## Упоминания в прессе
«Компиляция, давшая техно-музыке имя и вернувшая город соула от Motown, рок-групп вроде Stooges и MC5 на музыкальную карту мира. Этот сборник принес в Европу Хуана Аткинса, Дэррика Мэя, Кевина Сондерсона и всю их компанию и даже попал в британское шоу „Top of the Pops“. Именно этот сборник дал богатую почву для фантазий английских журналистов, написавших впоследствии о Джордже Клинтоне и Kraftwerk, застрявших в лифте. И, наконец, эта пластинка даёт полное представление о том, почему чёрный Блэйк Бакстер звучит так же, как и Аманда Лир». — 
50 важных компиляций по мнению немецкого журнала Groove

## Список композиций
| №                   | Название                          | Испольнитель            | Длительность |
| ------------------- | --------------------------------- | ----------------------- | ------------ |
| 1.                  | «It Is What It Is»                | Rhythim Is Rhythim      | 6:45         |
| 2.                  | «Forever and a Day»               | Blake Baxter            | 5:39         |
| 3.                  | «Time to Express»                 | Eddie «Flashin» Fowlkes | 5:44         |
| 4.                  | «Electronic Dance»                | K.S. Experience         | 6:40         |
| 5.                  | «Share This House» (Радио версия) | Members of the House    | 4:26         |
| 6.                  | «Feel Surreal»                    | A Tongue & D Groove     | 6:58         |
| 7.                  | «Spark»                           | Mia Hesterley           | 6:12         |
| 8.                  | «Techno Music»                    | Juan Atkins             | 5:45         |
| 9.                  | «Big Fun»                         | Inner City              | 7:42         |
| 10.                 | «Ride Em Boy»                     | Blake Baxter            | 6:28         |
| 11.                 | «Sequence 10»                     | Anthony Shakir          | 5:22         |
| 12.                 | «Un, Deux, Trois»                 | Idol Making             | 6:06         |
| Общая длительность: | Общая длительность:               | Общая длительность:     | 1:13:54      |